# 気賀口駅
気賀口駅（きがぐちえき）は、静岡県引佐郡細江町広岡（開業時は旧・引佐郡気賀町広岡、現・浜松市浜名区細江町広岡）にあった遠州鉄道奥山線の駅（廃駅）である。奥山線の廃線に伴い1964年（昭和39年）11月1日に廃駅となった。

## 歴史
- 1915年（大正4年）12月28日：浜松鉄道金指駅 - 当駅間延伸開通に伴い気賀駅（けがえき）として開業[1][2][3]。
- 1923年（大正12年）4月15日：当駅 - 奥山駅間延伸開通（奥山線全通）に伴い中間駅となる[1][3]。
- 1938年（昭和13年）4月1日?：気賀口駅に改称[1]。
- 1947年（昭和22年）5月1日：浜松鉄道が遠州鉄道と合併。それに伴い遠州鉄道奥山線の駅となる[1][3]。
- 1963年（昭和38年）5月1日：奥山線の部分廃線に伴い終着駅となる[1][3]。
- 1964年（昭和39年）11月1日：奥山線の廃線に伴い廃止となる[1][2][3]。

## 駅構造
廃止時点で、単式ホーム・島式ホーム複合型2面3線を有する地上駅であった。互いのホームは千鳥式に配置されており、駅舎側単式ホーム東側と島式ホーム西側を結んだ構内踏切で連絡した。そのほか本線の遠鉄浜松方から南側に分岐し単式ホーム東側に位置し本線に合流する側線（留置線）を1線有していた。
1963年（昭和38年）に当駅 - 奥山駅間の部分廃止による路線短縮に伴い終着駅となる前は、列車交換可能な交換駅であった。右側通行となっており、島式ホームの駅舎と反対側が下り線となっていた。客車を牽引して来た気動車は当駅で客車を切り離し、側線に留置させる運用となっていた。
職員配置駅となっていた。駅舎は構内の南側に位置し単式ホームに接していた。木造駅舎であった。

## 駅周辺
浜名湖の港町であった気賀の町外れに位置していた。
- 国道362号
- 静岡県道320号引佐舘山寺線
- 神明神社
- 長徳寺
- 都田川
- 井伊谷川

## 駅跡
2007年（平成19年）8月時点では、ハローワークの敷地になっており、当駅についての説明板も立てられていた。
また、岡地駅跡近くの気賀高校附近から当駅跡附近までの線路跡は2007年（平成19年）8月時点で国道362号に転用されている模様であった。当駅跡から奥山方の線路跡は2007年（平成19年）8月時点で痕跡は無かった。

## 隣の駅
遠州鉄道
奥山線
岡地駅 - 気賀口駅 - 井伊谷駅
かつて当駅と井伊谷駅との間に正楽寺駅が存在した（1923年（大正12年）4月15日開業、戦時中休止、1946年（昭和21年） - 1952年（昭和27年）の間に廃止（或いは戦時中に廃止）。